# Marcel Durry
Pour les articles homonymes, voir Durry.
Marcel Durry, né à Tavey (Haute-Saône) le 9 septembre 1895 et mort dans le 4e arrondissement de Paris le 23 janvier 1978, est un latiniste français. Il fut doyen de la faculté des lettres de Paris de 1964 à 1968.

## Biographie
Marcel Durry est ancien élève de l'École normale supérieure et ancien membre de l'École française de Rome. Il a été l'élève de Jérôme Carcopino. Il enseigne à l'université de Caen, puis est nommé professeur à la Sorbonne en 1941 ; en juin 1942, il est révoqué par le gouvernement de Vichy. Il retrouve son poste à la Libération. Directeur de l'Institut d'études latines de la Sorbonne, doyen de la faculté des lettres de Paris de 1964 à 1968, c'est lui qui est à ce poste au moment des événements de mai 1968.
Il est administrateur de la Société des études latines de 1962 à 1976 et président de la Fédération internationale des associations d’études classiques de 1969 à 1974.
Il est l'époux de Marie-Jeanne Durry, née Walter, professeur de littérature française à la Sorbonne et directrice de l'École normale supérieure de jeunes filles (Sèvres) de 1956 à 1974. Ils sont les parents de Georges Durry (né en 1930), ancien président et professeur émérite de l'université Panthéon-Assas Paris II, et de Jean Durry (né en 1936), journaliste sportif et créateur du Musée national du sport. 

## Publications
- Les cohortes prétoriennes (« Bibliothèque des Écoles française d'Athènes et de Rome », 146), Paris, De Boccard, 1938, 454 p., ill. ; rééd., 1968 (thèse).
- Le Panégyrique de Trajan (« Collection d'études anciennes publiée sous le patronage de l'Association Guillaume Budé », 1), Paris, 1938 (thèse complémentaire).
- Pline le Jeune, Lettres (livre X) - Panégyrique de Trajan (« Collection des universités de France »), Paris, Les Belles Lettres, 1947 ; réimpr. 2002.
- Laudatio Turiae : Éloge funèbre d'une matrone romaine. Éloge dit de Turia. Texte établi, traduit et commenté par Marcel Durry (« Coll. des Universités de France »), Paris, Les Belles Lettres, 1950.